# Pol an Ionain
Pol an Ionain (Poll-an-Ionain); komercyjna nazwa Doolin Cave – jaskinia krasowa w pobliżu Doolin (hr. Clare, Irlandia), w zachodniej części Burren. Znana z olbrzymiego stalaktytu o długości 7,3 m.
Odkryta w 1952 przez angielskich speleologów. Od 2006 udostępniona dla ruchu turystycznego.